# كابروني كا.161
كابروني كا.161 (بالإنجليزية: Caproni Ca.161)‏ هي طائرةٌ إيطاليَّة، صنعتها شركة كابروني للطائرات، وكان أول تحليقٍ لها في 1936.